# Emiel Mellaard
Emiel Remco Mellaard (21 marzo 1966) è un ex lunghista olandese.

## Palmarès

### Europei indoor
- 2 medaglie:
  - 1 oro (L'Aia 1989)
  - 1 argento (Glasgow 1990)

### Europei under 20
- 1 medaglia:
  - 1 bronzo (Cottbus 1985)